# Opel Vivaro

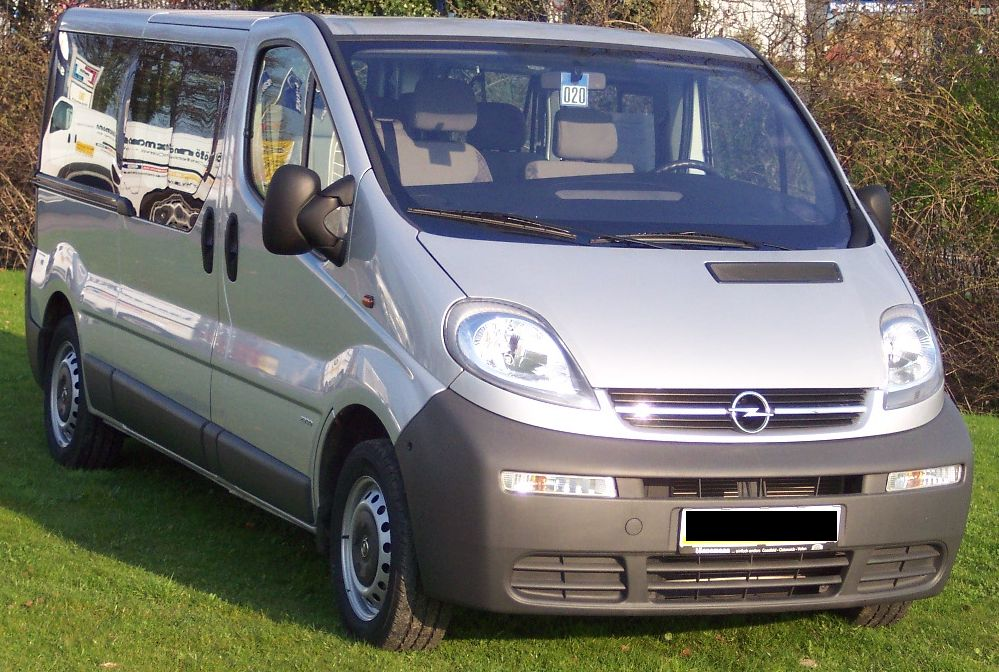
Opel Vivaro in 9-persoonsbus-uitvoering

De Opel Vivaro is een middelgrote bestelwagen van Opel, die sinds 2001 geproduceerd wordt.

## Vivaro A (2001-2014)
De bestelwagen is een badge-engineeringproject van Renault en General Motors, het moederbedrijf van Opel, voor de merknamen Renault, Opel, Vauxhall (tevens een dochterbedrijf van GM, dat voor het Verenigd Koninkrijk en Ierland dezelfde types produceert als Opel op het Europese vasteland) en Nissan (sinds 2001 in succesvolle alliantie met Renault).
De ontwikkeling vond plaats in het Technocentre Renault bij Parijs. GM Manufacturing Luton in Luton (Engeland) produceert de Renault Trafic (tweede generatie), de Opel Vivaro en de Vauxhall Vivaro. Nissan produceert het model in Zona Franca (Barcelona) als de Nissan Primastar.
In juli 2014 werd de productie van de Vivaro A beëindigd.

## Vivaro B (2014-2019)

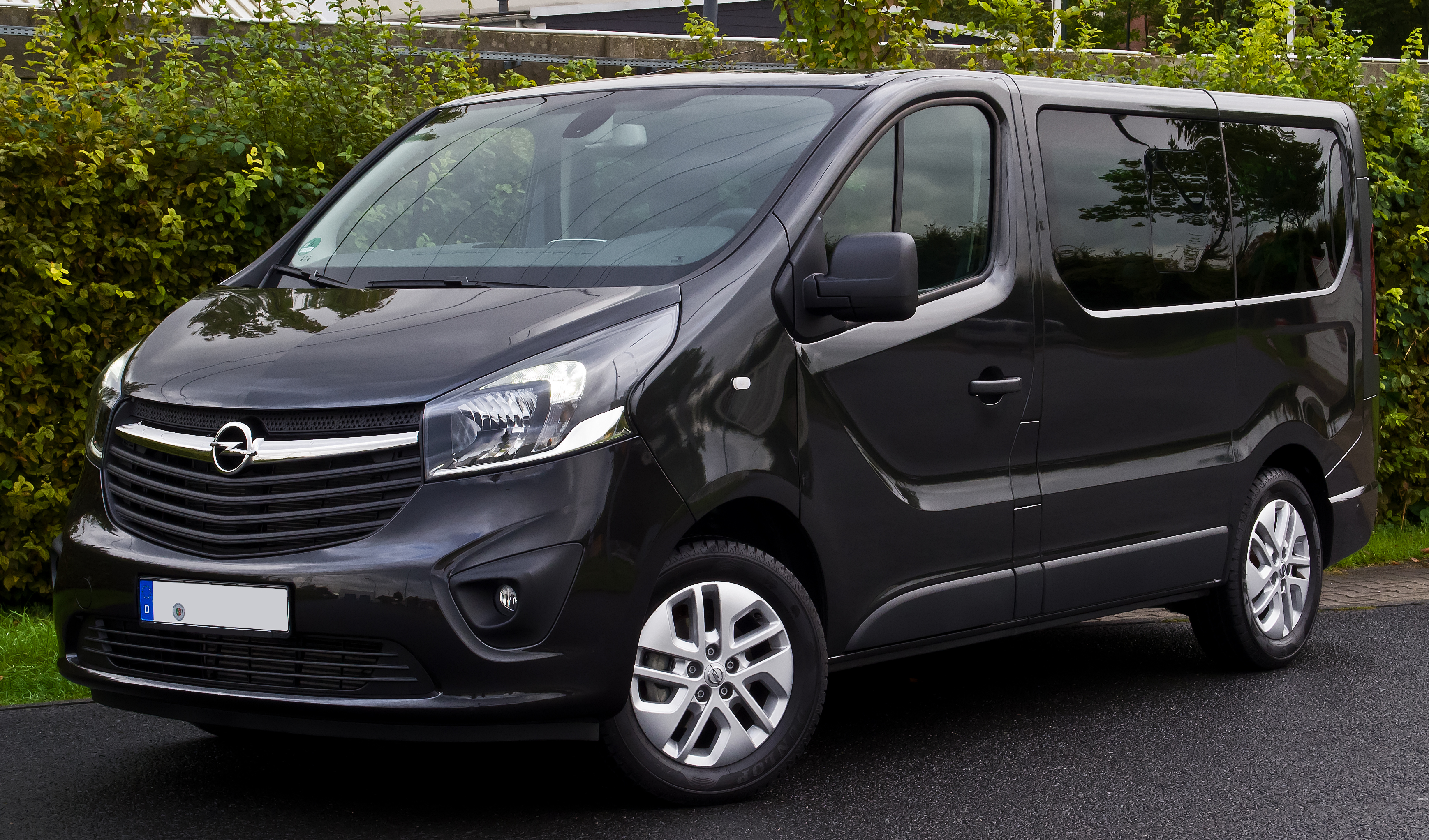
Opel Vivaro B

In augustus 2014 kwam er een nieuwe generatie op de markt: de Opel Vivaro B, de Renault Trafic III en de Nissan NV300, allen ontwikkeld door Renault. Vanaf 2016 is dit model er ook als Fiat Talento. 
De productie van de Vivaro B vindt grotendeels plaats in Luton, alleen de versie met hoog dak wordt gemaakt in het Franse Sandouville, samen met de Renault Trafic.

## Vivaro C (2019-heden)

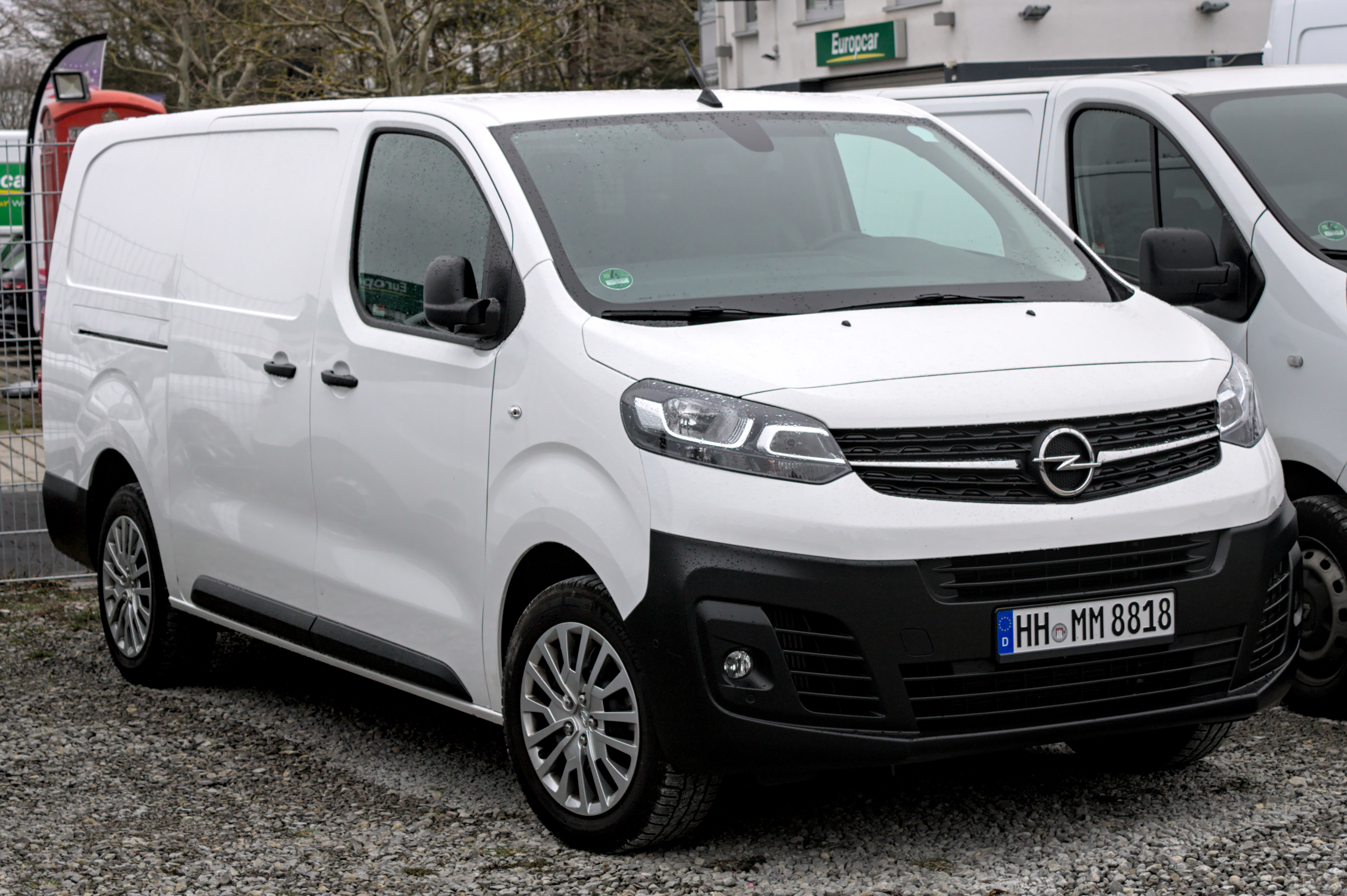
Opel Vivaro C

In 2019 werd de derde generatie van deze bestelwagen geïntroduceerd: de Opel Vivaro C. Met de overname van Opel door de PSA Group in 2017 beëindigde Renault de overeenkomst om Vivaro's te produceren die gebaseerd zijn op de Renault Trafic. De nieuwe Vivaro gebruikt de derde generatie van de Citroën Jumpy, Peugeot Expert, Toyota Proace en (sinds 2021) Fiat Scudo als basisplatform.
De productie van de Vivaro C vindt plaats in Luton, samen met de Citroën Jumpy, Fiat Scudo, Peugeot Expert en Toyota Proace.
De uitvoering met negen zitplaatsen, afgeleid van de Citroën SpaceTourer, Fiat Ulysse, Peugeot Traveller en Toyota Proace Verso, wordt verkocht onder de naam Zafira Life.
In 2020 werd de Vivaro-e voorgesteld, een volledig elektrische versie. De Vivaro-e beschikt over een 136 pk sterke elektromotor die de voorwielen aandrijft en heeft, al naargelang het accupakket, een WLTP-actieradius van 230 tot 330 km.